# یانووکا (گمینا پیشچاتس)
یانووکا (به لاتین: Janówka) یک روستا در لهستان است که در گمینا پیشچاتس واقع شده‌است. یانووکا ۲۷ نفر جمعیت دارد.